# Mendonça
Mendonça este un oraș în São Paulo (SP), Brazilia.